# Callosamia promethea
Callosamia promethea (Engels: Promethea silkmoth) is een nachtvlinder uit de familie Saturniidae, de nachtpauwogen. 

## Kenmerken
De spanwijdte bedraagt tussen de 75 en 95 millimeter. Er is bij de Callosamia promethea sprake van seksuele dimorfie, de mannetjes hebben een zwart lichaam en donkere bruine vleugels terwijl de vrouwtjes roodbruin zijn.

## Leefwijze
Waardplanten die door de rupsen worden gebruikt zijn onder meer Lindera benzoin, Sassafras albidum, Liriodendron tulipifera en Magnolia virginiana. De vlinder neemt geen voedsel meer tot zich als imago. De zwaarlijvige vrouwtjes vliegen 's nachts, de donkere mannetjes overdag.

## Verspreiding en leefgebied
De vlinder komt voor in bosachtige streken in het midden en oosten van Noord-Amerika. In het noordelijk deel van het verspreidingsgebied komt één generatie per jaar voor die vliegt van mei tot en met juli. Meer zuidelijke zijn twee generaties mogelijk, de eerste van maart tot en met mei en de tweede in augustus.

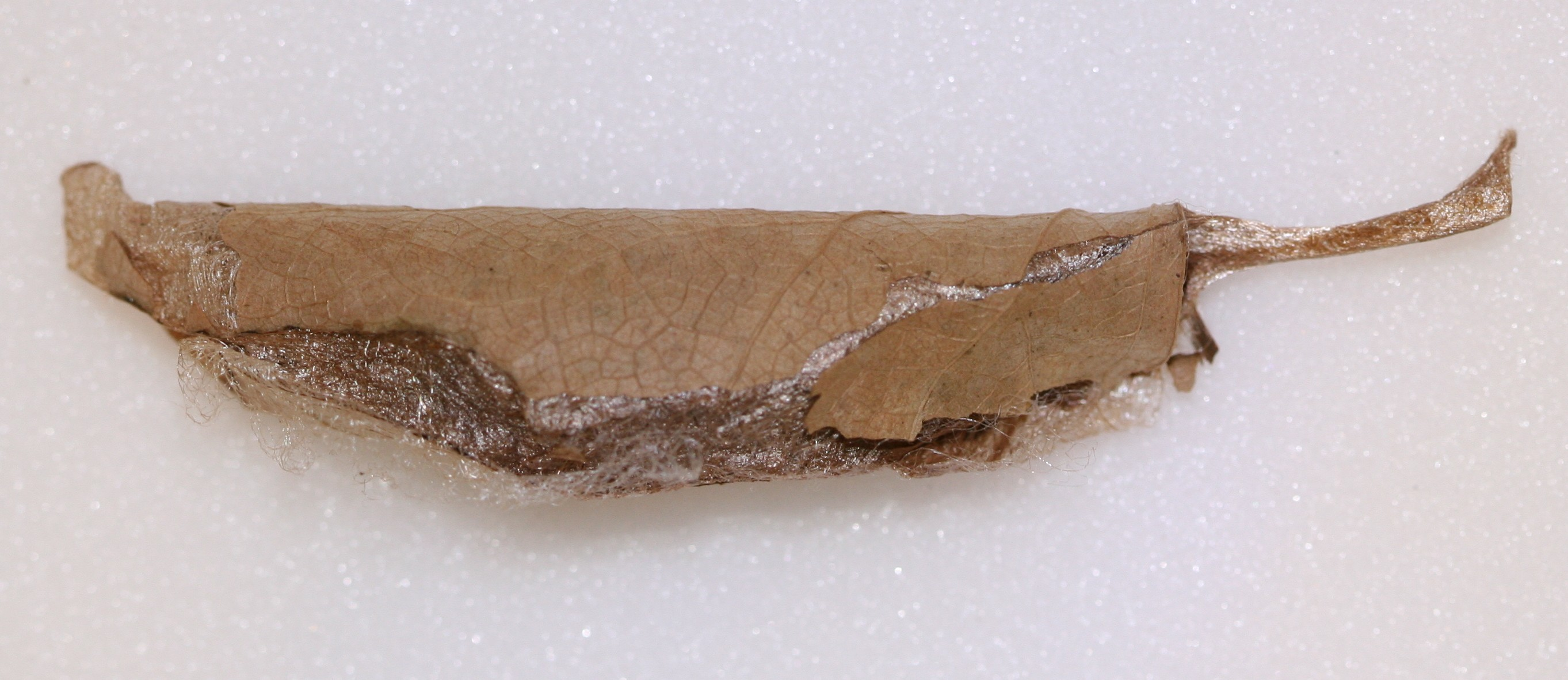
Pop